# Colectivo Zetkin
El Colectivo Zetkin es un grupo activista en Suecia formado por estudiantes y académicos . Se centra en analizar y explicar la política ecológica de la extrema derecha, incluidos el ecofascismo y el Maltusianismo, así como la negación del cambio climático y el econacionalismo.
El grupo se formó dentro del departamento de ecología humana de la Universidad de Lund.
El colectivo lleva el nombre de Clara Zetkin, una teórica marxista alemana que estudió el movimiento fascista italiano en 1923. Su trabajo se basa en la definición de fascismo creada por Zetkin.

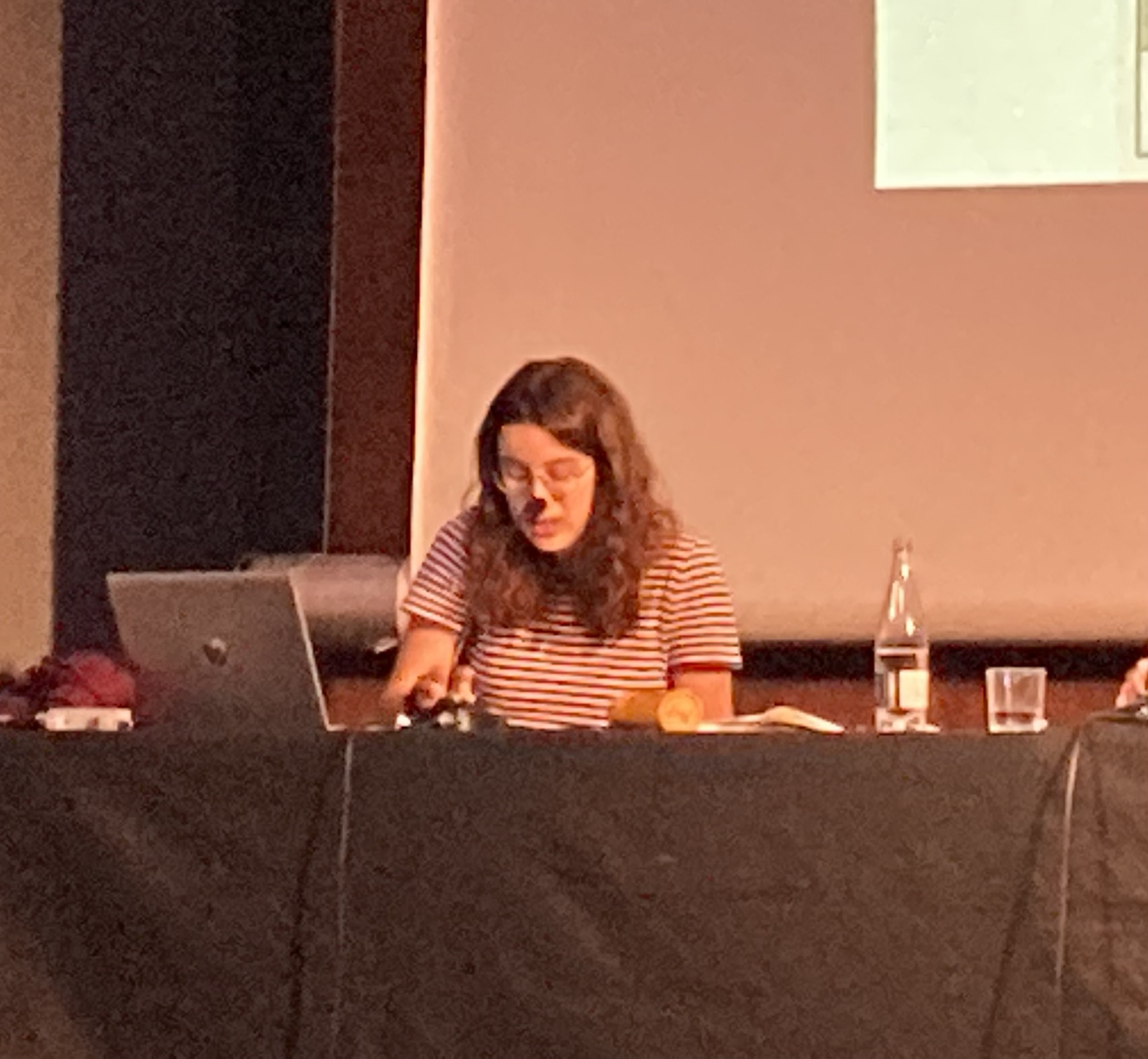
Clàudia Custodio es miembro del grupo de activistas sueco Zetkin Collective

En 2020, la editorial La Fabrique publicó el libro en francés del colectivo Fascisme Fossile: L'extrême droite, l'énergie, le climat y Philosophie Magazine lo nombró libro del día.